# René Hanin
 (mai 2010).
René Hanin, né le 25 février 1871 à Alger et mort le 6 août 1943 à Chartres, est un peintre français. Il est notamment spécialiste de vues de bords de Seine, d'Alger et du Sahara, des vues de Paris et Versailles. Il pose régulièrement son chevalet dans différentes régions et villes de France et peint d'après nature. Il exécute également quelques natures mortes. Sa femme est Louise Marguerite Sape (née le 22 janvier 1894). Les experts de son œuvre picturale sont Bernadette Hanin (petite fille de l'artiste), et Frédéric Nocera.

## Œuvres
Liste non exhaustive :
- Amirauté, Alger, 1910, collection particulière
- Bousaada, 1911, collection particulière
- Le port d'Alger, 1920, collection particulière
- Pièce d'eau à Versailles, 1923, collection particulière
- Fécamp, 1934, collection particulière,
- Première heure sur le port de Saint-Malo, 1927, musée des beaux-arts de Rennes[1]
- Bas Meudon, 1929, collection particulière,
- Sahara, le pin de Boghari, 1932, collection particulière,
- La casbah, Alger, 1934, collection particulière
- Saint Malo, 1934, collection particulière
- La cathédrale de Chartres, 1943, collection particulière
- L'Eure à Chartres, 1943, collection particulière

## Expositions
- Galerie Georges Petit, Versailles 1928
- Salon de Toronto, Canada 1937
- Galerie Michel Reymondin, Genève 1990
- Galerie 50A, Nice 1992
- Galerie Hanin Nocera, Paris 1993
- Hôtel de l'Intendance de la Généralité de Metz, actuellement Préfecture de Metz, de la Moselle et de la Région Lorraine